# Ultratop 40 Singles
Ultratop 40 Singles hay nói một cách gắn gọn hơn: Ultratop 40 là tên một loại bảng xếp hạng âm nhạc hàng tuần của những đĩa đơn bán chạy nhất tại vùng lãnh thổ Wallonia ở Bỉ còn ở khu vực Flanders là Ultratop 50. Cả hai bảng xếp hạng này đều được sản xuất và xuất bản bởi các tổ chức của Ultratop. Cũng giống như UK Singles Chart, Ultratop tạo ra bảng xếp hạng dựa trên doanh số tiêu thụ và tải kỹ thuật số trên mạng . Hiện nay. GfK là người quan sát thị trường của các bảng xếp hạng. Vị trí xếp hạng được phát sóng trên các đài phát thanh vào các ngày thứ bảy hàng tuần trong khoảng thời gian từ 12:00-14:00 giờ. Số lượng người truy cập Ultratop nghe trên đài phát thanh hoặc đài truyền hình luôn vượt quá hai triệu mỗi tuần. Để kỷ niệm lần thứ 10 từ khi bảng xếp hạng được thành lập, đến năm 2005 một cuốn sách hồi khứ được xuất bản. Trong cuốn sách bao gồm tất cả 15.282 đĩa đơn từ 5.882 nghệ sĩ cho đến nay.

## Danh sách đĩa đơn giành vị trí quán quân trong thập kỷ 2000
| Đĩa đơn                                  | Nghệ sĩ                                                        | Quốc tịch                               | Đứng vị trí quán quân | Số tuần đứng đầu bảng |
| ---------------------------------------- | -------------------------------------------------------------- | --------------------------------------- | --------------------- | --------------------- |
| "If I Could Turn Back the Hands of Time" | R. Kelly                                                       | Hoa Kỳ                                  | 6 tháng 11 năm 1999   | 11                    |
| "Parce que c'est toi"                    | Axelle Red                                                     | Bỉ                                      | 29 tháng 1 năm 2000   | 1                     |
| "Il y a trop de gens qui t'aiment"       | Hélène Ségara                                                  | Pháp                                    | 5 tháng 2 năm 2000    | 7                     |
| "Pure Shores"                            | All Saints                                                     | Vương quốc Liên hiệp Anh và Bắc Ireland | 25 tháng 3 năm 2000   | 2                     |
| "Lucky Star"                             | Superfunk với Ron Carroll                                      | /                                       | 8 tháng 4 năm 2000    | 1                     |
| "Les trois cloches"                      | Tina Arena                                                     | Úc                                      | 15 tháng 4 năm 2000   | 3                     |
| "Oops!... I Did It Again"                | Britney Spears                                                 | Hoa Kỳ                                  | 6 tháng 5 năm 2000    | 1                     |
| "Freestyler"                             | Bomfunk MC's                                                   | Phần Lan                                | 13 tháng 5 năm 2000   | 3                     |
| "Ces soirées-là"                         | Yannick                                                        | Pháp                                    | 3 tháng 6 năm 2000    | 10                    |
| "I'm Outta Love"                         | Anastacia                                                      | Hoa Kỳ                                  | 12 tháng 8 năm 2000   | 3                     |
| "Les Rois du monde"                      | Damien Sargue, Philippe D'Avilla và Grégori Baquet             | / /                                     | 2 tháng 9 năm 2000    | 14                    |
| "Parle-moi"                              | Isabelle Boulay                                                | Canada                                  | 9 tháng 12 năm 2000   | 1                     |
| "Seul"                                   | Garou                                                          | Canada                                  | 16 tháng 12 năm 2000  | 11                    |
| "Wazzuup!"                               | Da Muttz                                                       |                                         | 3 tháng 3 năm 2001    | 5                     |
| "Daddy DJ"                               | Daddy DJ                                                       | Pháp                                    | 7 tháng 4 năm 2001    | 10                    |
| "J'voulais"                              | Sully Sefil                                                    |                                         | 16 tháng 6 năm 2001   | 8                     |
| "Près de moi"                            | Lorie                                                          | Pháp                                    | 11 tháng 8 năm 2001   | 3                     |
| "À ma place"                             | Axel Bauer hợp tác với Zazie                                   | /                                       | 1 tháng 9 năm 2001    | 4                     |
| "Let Me Blow Ya Mind"                    | Eve hợp tác với Gwen Stefani                                   | /                                       | 29 tháng 9 năm 2001   | 3                     |
| "Can't Get You out of My Head"           | Kylie Minogue                                                  | Úc                                      | 20 tháng 10 năm 2001  | 8                     |
| "La Musique (Angelica)"                  | Star Academy                                                   | Pháp                                    | 15 tháng 12 năm 2001  | 10                    |
| "Sous le vent"                           | Garou hợp tác với Celine Dion                                  | /                                       | 23 tháng 2 năm 2002   | 1                     |
| "Get the Party Started"                  | Pink                                                           | Hoa Kỳ                                  | 2 tháng 3 năm 2002    | 2                     |
| "On Se Ressemble"                        | Mario Barravecchia                                             | Bỉ                                      | 16 tháng 3 năm 2002   | 2                     |
| "Whenever, Wherever"                     | Shakira                                                        | Colombia                                | 30 tháng 3 năm 2002   | 1                     |
| "L'agitateur"                            | Jean-Pascal Lacoste                                            | Pháp                                    | 6 tháng 4 năm 2002    | 9                     |
| "Perdono"                                | Tiziano Ferro                                                  | Ý                                       | 1 tháng 6 năm 2002    | 1                     |
| "Without Me"                             | Eminem                                                         | Hoa Kỳ                                  | 15 tháng 6 năm 2002   | 3                     |
| "Un enfant de toi"                       | Phil Barney với Marlène Duval                                  | /                                       | 6 tháng 7 năm 2002    | 4                     |
| "J'ai demandé à la lune"                 | Indochine                                                      | Pháp                                    | 3 tháng 8 năm 2002    | 5                     |
| "The Ketchup Song"                       | Las Ketchup                                                    | Tây Ban Nha                             | 17 tháng 9 năm 2002   | 17                    |
| "Paris Latino"                           | Star Academy 2                                                 | Pháp                                    | 4 tháng 1 năm 2003    | 3                     |
| "Lose Yourself"                          | Eminem                                                         | Hoa Kỳ                                  | 25 tháng 1 năm 2003   | 4                     |
| "Mundian To Bach Ke"                     | Panjabi MC                                                     | Vương quốc Liên hiệp Anh và Bắc Ireland | 22 tháng 2 năm 2003   | 1                     |
| "Le Frunkp"                              | Alphonse Brown                                                 | Hoa Kỳ                                  | 1 tháng 3 năm 2003    | 5                     |
| "Cassé"                                  | Nolwenn Leroy                                                  | Pháp                                    | 5 tháng 4 năm 2003    | 2                     |
| "Plantation"                             | Kana                                                           |                                         | 19 tháng 4 năm 2003   | 5                     |
| "Ma liberté de penser"                   | Florent Pagny                                                  | Pháp                                    | 24 tháng 5 năm 2003   | 3                     |
| "Sur un air latino"                      | Lorie                                                          | Pháp                                    | 14 tháng 6 năm 2003   | 5                     |
| "Fan"                                    | Pascal Obispo                                                  | Pháp                                    | 21 tháng 6 năm 2003   | 1                     |
| "Summer Jam 2003"                        | The Underdog Project & The Sunclub                             | /                                       | 26 tháng 7 năm 2003   | 4                     |
| "Je voulais te dire que je t'attends"    | Jonatan Cerrada                                                | Bỉ                                      | 2 tháng 8 năm 2003    | 3                     |
| "DJ"                                     | Diam's                                                         | Pháp                                    | 13 tháng 9 năm 2003   | 3                     |
| "Laisse parler les gens"                 | Jocelyne Labylle,Cheela, Jacob Desvarieux & Passi              | / / /                                   | 4 tháng 10 năm 2003   | 2                     |
| "La Bamba"                               | Star Academy 3                                                 | Pháp                                    | 18 tháng 10 năm 2003  | 4                     |
| "Heh Oh"                                 | Tragédie                                                       | Pháp                                    | 15 tháng 11 năm 2003  | 8                     |
| "L'Orange"/"Wot"                         | Star Academy 3                                                 | Pháp                                    | 10 tháng 1 năm 2004   | 2                     |
| "Shut Up"                                | Black Eyed Peas                                                | Hoa Kỳ                                  | 24 tháng 1 năm 2004   | 3                     |
| "Si demain... (Turn Around)"             | Kareen Antonn với Bonnie Tyler                                 | /                                       | 14 tháng 2 năm 2004   | 8                     |
| "Yeah!"                                  | Usher featuring Lil Jon & Ludacris                             | /                                       | 10 tháng 4 năm 2004   | 5                     |
| "Dragostea din tei"                      | O-Zone                                                         | Moldova                                 | 15 tháng 5 năm 2004   | 11                    |
| "Femme Like U (Donne-moi ton corps)"     | K'Maro                                                         | Canada                                  | 31 tháng 7 năm 2004   | 11                    |
| "Laissez-moi danser"                     | Star Academy 4                                                 | Pháp                                    | 16 tháng 10 năm 2004  | 6                     |
| "Gentleman"                              | Tragédie                                                       | Pháp                                    | 27 tháng 11 năm 2004  | 3                     |
| "La Rivière de notre enfance"            | Garou & Michel Sardou                                          | /                                       | 18 tháng 12 năm 2004  | 5                     |
| "Four to the Floor"                      | Starsailor                                                     | Vương quốc Liên hiệp Anh và Bắc Ireland | 22 tháng 1 năm 2005   | 4                     |
| "Ensemble"                               | Solidarité Asie Tsunami 12-12                                  |                                         | 19 tháng 2 năm 2005   | 2                     |
| "Ma Philosophie"                         | Amel Bent                                                      | Pháp                                    | 5 tháng 3 năm 2005    | 7                     |
| "Un Monde parfait"                       | Ilona Mitrecey                                                 | Pháp                                    | 23 tháng 4 năm 2005   | 12                    |
| "Axel F"                                 | Crazy Frog                                                     | Thụy Điển                               | 16 tháng 7 năm 2005   | 13                    |
| "Je Ne Suis Pas Un Héros"                | Star Academy 5                                                 | Pháp                                    | 15 tháng 10 năm 2005  | 1                     |
| "Popcorn"                                | Crazy Frog                                                     | Thụy Điển                               | 22 tháng 10 năm 2005  | 2                     |
| "Petite sœur"                            | Lââm                                                           | Pháp                                    | 5 tháng 11 năm 2005   | 2                     |
| "Hung Up"                                | Madonna                                                        | Hoa Kỳ                                  | 19 tháng 11 năm 2005  | 9                     |
| "Mon Amour"                              | Kamel                                                          |                                         | 21 tháng 1 năm 2006   | 2                     |
| "Aimer jusqu'à l'impossible"             | Tina Arena                                                     | Úc                                      | 4 tháng 2 năm 2006    | 1                     |
| "La Camisa Negra"                        | Juanes                                                         | Colombia                                | 11 tháng 2 năm 2006   | 5                     |
| "Un Ange Frappe à Ma Porte"              | Natasha St-Pier                                                | Canada                                  | 18 tháng 3 năm 2006   | 1                     |
| "La Boulette"                            | Diam's                                                         | Pháp                                    | 25 tháng 3 năm 2006   | 5                     |
| "Gabriel"                                | Najoua Belyzel                                                 | Pháp                                    | 1 tháng 4 năm 2006    | 3                     |
| "Hips Don't Lie"                         | Shakira featuring Wyclef Jean                                  | /                                       | 20 tháng 5 năm 2006   | 8                     |
| "Crazy"                                  | Gnarls Barkley                                                 | Hoa Kỳ                                  | 15 tháng 7 năm 2006   | 4                     |
| "Coup de Boule"                          | La Plage                                                       |                                         | 12 tháng 8 năm 2006   | 8                     |
| "Rock This Party (Everybody Dance Now)"  | Bob Sinclar, Cutee B hợp tác với Dollarman, Big Ali và Makedah | / / / /                                 | 7 tháng 10 năm 2006   | 5                     |
| "Slipping Away"                          | Moby hợp tác với Mylène Farmer                                 | /                                       | 11 tháng 11 năm 2006  | 3                     |
| "Façon Sex"                              | Tribal King                                                    | Pháp                                    | 18 tháng 11 năm 2006  | 1                     |
| "Mon Pays"                               | Faudel                                                         | Pháp                                    | 9 tháng 12 năm 2006   | 1                     |
| "Fous ta cagoule"                        | Fatal Bazooka                                                  | Pháp                                    | 16 tháng 12 năm 2006  | 10                    |
| "Pas le temps"                           | Faf Larage                                                     | Pháp                                    | 24 tháng 2 năm 2007   | 5                     |
| "Mauvaise foi nocturne"                  | Fatal Bazooka hợp tác với Vitoo                                | /                                       | 31 tháng 3 năm 2007   | 5                     |
| "Grace Kelly"                            | Mika                                                           | Vương quốc Liên hiệp Anh và Bắc Ireland | 5 tháng 5 năm 2007    | 8                     |
| "De temps en temps"                      | Grégory Lemarchal                                              | Pháp                                    | 30 tháng 6 năm 2007   | 1                     |
| "Double je"                              | Christophe Willem                                              | Pháp                                    | 7 tháng 7 năm 2007    | 3                     |
| "Relax, Take It Easy"                    | Mika                                                           | Vương quốc Liên hiệp Anh và Bắc Ireland | 28 tháng 7 năm 2007   | 7                     |
| "Moi... Lolita"                          | Julien Doré                                                    | Pháp                                    | 15 tháng 9 năm 2007   | 4                     |
| "1973"                                   | James Blunt                                                    | Vương quốc Liên hiệp Anh và Bắc Ireland | 13 tháng 10 năm 2007  | 2                     |
| "Garçon"                                 | Koxie                                                          | Pháp                                    | 27 tháng 10 năm 2007  | 7                     |
| "Jacques a dit"                          | Christophe Willem                                              | Pháp                                    | 1 tháng 12 năm 2007   | 1                     |
| "Don't Stop the Music"                   | Rihanna                                                        | Barbados                                | 22 tháng 12 năm 2007  | 6                     |
| "New Soul"                               | Yael Naim                                                      | Pháp                                    | 2 tháng 2 năm 2008    | 3                     |
| "Parle à ma main"                        | Fatal Bazooka featuring Yelle                                  | /                                       | 16 tháng 2 năm 2008   | 5                     |
| "Il avait les mots"                      | Sheryfa Luna                                                   | Pháp                                    | 22 tháng 3 năm 2008   | 5                     |
| "4 Minutes"                              | Madonna hợp tác với Justin Timberlake                          | /                                       | 26 tháng 4 năm 2008   | 5                     |
| "No Stress"                              | Laurent Wolf                                                   | Pháp                                    | 31 tháng 5 năm 2008   | 3                     |
| "Tired of Being Sorry"                   | Enrique Iglesias hợp tác với Nâdiya                            | /                                       | 21 tháng 6 năm 2008   | 4                     |
| "This Is the Life"                       | Amy Macdonald                                                  | Vương quốc Liên hiệp Anh và Bắc Ireland | 19 tháng 7 năm 2008   | 8                     |
| "Dégénération"                           | Mylène Farmer                                                  | Canada                                  | 30 tháng 8 năm 2008   | 1                     |
| "Rayon de soleil"                        | William Baldé                                                  | Guinée                                  | 20 tháng 9 năm 2008   | 2                     |
| "Le Rabbi Mufin"                         | MC Solaar                                                      | Pháp                                    | 4 tháng 10 năm 2008   | 4                     |
| "Beggin"                                 | Madcon                                                         | Na Uy                                   | 25 tháng 10 năm 2008  | 1                     |
| "Toi + Moi"                              | Grégoire                                                       | Pháp                                    | 8 tháng 11 năm 2008   | 12                    |
| "Hot n Cold"                             | Katy Perry                                                     | Hoa Kỳ                                  | 31 tháng 1 năm 2009   | 2                     |
| "Poker Face"                             | Lady Gaga                                                      | Hoa Kỳ                                  | 14 tháng 2 năm 2009   | 9                     |
| "Ici les Enfoirés"                       | Les Enfoirés                                                   | Pháp                                    | 28 tháng 3 năm 2009   | 1                     |
| "Right Round"                            | Flo Rida hợp tác với Kesha                                     | /                                       | 25 tháng 4 năm 2009   | 1                     |
| "Broken Strings"                         | James Morrison với Nelly Furtado                               | /                                       | 2 tháng 5 năm 2009    | 1                     |
| "C'est dit"                              | Calogero                                                       | Pháp                                    | 9 tháng 5 năm 2009    | 3                     |
| "Boom Boom Pow"                          | Black Eyed Peas                                                | Hoa Kỳ                                  | 30 tháng 5 năm 2009   | 5                     |
| "When Love Takes Over"                   | David Guetta với Kelly Rowland                                 | /                                       | 4 tháng 7 năm 2009    | 4                     |
| "I Gotta Feeling"                        | Black Eyed Peas                                                | Hoa Kỳ                                  | 1 tháng 8 năm 2009    | 8                     |
| "Sexy Bitch"                             | David Guetta với Akon                                          | /                                       | 5 tháng 9 năm 2009    | 3                     |
| "Alors on danse"                         | Stromae                                                        | Bỉ                                      | 3 tháng 10 năm 2009   | 5                     |
| "Meet Me Halfway"                        | Black Eyed Peas                                                | Hoa Kỳ                                  | 21 tháng 11 năm 2009  |                       |
| "We Are The Best"                        | The Champions                                                  |                                         | 5 tháng 12 năm 2009   | 3                     |

## Liên kết
- Ultratop 40 official website